# Wolfgang Frisch
Wolfgang Frisch (Bécs, 1943. december 19. –) osztrák geológus, a Tübingeni Egyetem emeritus professzora, az Osztrák Tudományos Akadémia levelező tagja, Alpokban, Közép-Amerikában, a Himalájában és a Pamírban végzett geodinamikai-lemeztektonikai kutatási eredményei alapján nemzetközi elismertségre tett szert. Jörg Loeschkével, illetve később Martin Meschedével írt lemeztektonikai könyve német nyelvterületen rendkívül népszerű, később angol nyelven is kiadták.

## Családi kapcsolatai
Apja Werner Frisch, anyja Margarete Frisch (szül. Jercke). Nagyapja, Hans Frisch testvére az 1973-ban a méhek táncának megfejtéséért Nobel-díjjal kitüntetett Karl von Frisch, akivel családi körben gyerekkorában sok időt töltöttek együtt a család Wolfgangsee partján lévő házában, az ausztriai St. Gilgenben, ahol Karl von Frisch is a kutatásait részben folytatta. Wolfgang geológiai érdeklődését is az itteni csodálatos természeti és földtani környezet határozta meg.
Nős, felesége Herta Frisch (szül. Vorlik), két fiuk született: Gero (1977) és Anton (1979), Gero Frisch vegyész, a Freibergi Műszaki Egyetem juniorprofesszora.

## Pályája, kutatási területei
Wolfgang Frisch az egyetemi tanulmányait 1961-ben kezdte a Bécsi Egyetemen, ugyanitt doktorált geológiából Christof Exner geológusprofesszor vezetése alatt a Tuxertali Alpok geológiai felépítésének témájából. Pályáját a Leobeni Egyetemen tanársegédként folytatta, főleg teleptani kutatásokban dolgozott: ritkaföldfém- és wolfram-előfordulásokat vizsgált. Egy rövidebb grönlandi földtani projektben vett részt, emellett közép-afrikai ércesedésekkel is foglalkozott. 1973-ban habilitált. Később visszatért a Bécsi Egyetemre, majd a Müncheni Műszaki Egyetemen lett vendégprofesszor. 1977-ben írta meg korszakos munkáját, melyben az alpi szerkezetfejlődést az akkor már elterjedőben lévő, de még mindig új modellnek számító lemeztektonikai alapokra helyezte. Stefan Schmid svájci geológusprofesszor egy 2008-as előadásában külön méltatta Frisch 1977-es cikkének mai napig is modernnek tekinthető gondolatmenetét.
Frisch 1981-ben professzori kinevezést nyert a Tübingeni Egyetem Földtani és Paleontológiai Intézetébe, ahol az endogén geodinamika professzora lett, ezt a pozícióját nyugdíjazásáig, 2008-ig megtartotta. Kutatásainak középpontját Tibet és a Himalája, Közép-Afrika, Costa Rica, Egyiptom, és az Alp–Kárpáti–Dinári öv regionális geológiája és geodinamikája képezi, az 1990-es évek közepétől az alpi orogenezis és felszínfejlődés, valamint az orogenezis éghajlat-módosító hatásának multidiszciplináris kutatása állt érdeklődésének középpontjában. E témára sok szakterületről érkező kutatókból álló kutatócsoportot hozott létre, melynek sok kelet-európai tagja is volt Magyarországról, Szlovákiából, Romániából. A csoport által e projektben kidolgozott alpi ősföldrajzi és lepusztulástörténeti modelljeit a szakma ma alapvetőként fogadja el.
Nyugdíjazása után visszatért Bécsbe, jelenleg is itt él.

## Oktatási, tankönyvírói tevékenysége
Frisch már az egyetemi professzori éveinek elején új multidiszciplináris szerkezetföldtani koncepciót honosított meg a tanszékén. Ehhez kapcsolódóan különféle jegyzeteket írt, majd Jörg Loeschke professzorral 1986-ban német nyelven egy meghatározó lemeztektonikai tankönyvet írtak. A tankönyv népszerűvé vált, az utánnyomás (1990) és módosított kiadás (1993) is elfogyott, így a kiadó szerette volna a 2000-es évekre átdolgozott, felújított változatban kiadni. Az időközben nyugdíjba vonult Loeschke professzor szerepét Martin Meschede vette át, aki akkoriban Frisch asszisztense volt (később a Greifswaldi Egyetem geológusprofesszora lett). A teljesen átdolgozott, a könyv teljes terjedelmében színes ábrákkal teli új változat a korábbinál is sikeresebb lett, mivel didaktikus felépítése és szemléletes ábrái okán sok helyütt (még a német nyelvterületen kívül is) alaptankönyvként
használják. A sikert látva (már 2007-ben megjelent egy aktualizált kiadás, amit 2013-ig további három követett) a kiadó szerette volna angol nyelven is megjelentetni a könyvet, azonban Frisch professzor sokáig ellenállt e kérésnek, mondván, hogy angol nyelven kiváló lemeztektonikai könyvek léteznek. Végül az angol nyelvű változat a Springer Verlag kiadásában, a Frisch–Meschede szerzőpároshoz csatlakozott flagstaffi geológus, Ronald C. Blakey közreműködésével született meg, aki már korábban évtizedes szakmai kapcsolatban volt Frisch és Loeschke professzorokkal.
Tübingeni professzori ideje alatt számos doktorandusza, illetve asszisztense volt, akik közül sokan ma Európa, Ausztrália és az Egyesült Államok egyetemein professzorok, laboratóriumok vezetői, illetve kutatócégek vezető munkatársai.